# Piraterij (intellectuele eigendomsrechten)
Piraterij is een bewuste schending van intellectuele eigendomsrechten. Hierbij wordt een werk van literatuur, wetenschap of kunst moedwillig gepubliceerd of vermenigvuldigd zonder de uitdrukkelijke toestemming van de rechthebbende. Piraterij is dus iets anders dan plagiaat, waar iemand ten onrechte beweert auteur te zijn van een bepaald werk. Bij piraterij gaat het vaak om digitale distributie via het internet of anderszins, maar ook bij goederen als merkproducten is het een probleem dat zich voordoet.

## Roofdruk
Een roofdruk is een herdruk die is vervaardigd zonder toestemming van de rechthebbende, meestal de auteur of de oorspronkelijke uitgever. Roofdruk komt onder andere voor bij boeken, composities en films.

## Digitale piraterij
Digitale piraterij verwijst naar het illegaal aanbieden en verspreiden van auteursrechtelijk beschermd digitaal materiaal, zoals muziek, films, computerspellen en andere software. Dit gebeurt vaak via nieuwsgroepen, warez-websites of peer-to-peerprogramma's zoals µTorrent en BitTorrent.
Film- en muziekproducenten zouden door piraterij jaarlijks honderden miljoenen euro's mislopen. Ander onderzoek suggereert echter dat de werkelijke verliezen veel lager zijn.
De afgelopen jaren wordt er strenger opgetreden tegen digitale piraterij door organisaties zoals BREIN. Het blijft echter een uitdaging om daders te identificeren. Het gebruik van VPN-diensten, Real-Debrid en proxyservers bemoeilijkt de opsporing. VPN’s versleutelen het internetverkeer en verbergen het IP-adres van gebruikers, waardoor hun online activiteiten vrijwel onzichtbaar worden. Real-Debrid biedt toegang tot premium servers die extra anonimiteit en snelheid bieden bij het downloaden van bestanden, terwijl proxyservers het IP-adres maskeren. Hierdoor kunnen mensen die illegaal materiaal uitwisselen vaak buiten het bereik van handhavingsorganisaties blijven.
In 2019 werd de film The Hitman's Bodyguard onderwerp van een civiel geschil in Nederland, toen de Nederlandse subdistributeur Dutch Film Works van kabelexploitant Ziggo bekendmaking van de namen van klanten verlangde die deze film zonder toestemming en betaling via BitTorrent-netwerken zouden hebben gedownload, waarmee dan een inbreuk op het auteursrecht zou zijn gepleegd. DFW wilde na ontvangst van de betreffende gegevens deze klanten benaderen en eventueel aansprakelijk stellen voor deze gestelde inbreuk. In het daartoe aangespannen kort geding werd deze eis afgewezen, omdat de rechter de privacy van betrokkenen zwaarder vond wegen dan het belang van DFW.  Ook in hoger beroep werd de door DFW verlangde bekendmaking in november 2019 afgewezen door het Gerechtshof.    